# Aveta
En la mitologia celta, Dea Aveta era una deessa mare, també associada amb la font d'aigua dolça a Trèveris, en l'actual Alemanya.
Aveta és coneguda principalment per les figuretes de fang trobades a Toulon-sur-Allier (França) i en Trèveris. Aquestes figures mostren a la deessa amb nens al pit, petits cadells de gossos, o amb cistelles de fruita.
Hi havia un temple dedicat a Aveta en el complex Altbachtal, en Trèveris.
El seu nom és també conegut per les inscripcions trobades en Suïssa i a la Côte-d'Or (França).